# Direction centrale des renseignements généraux
Die Direction centrale des renseignements généraux (DCRG; deutsch: „Zentraler Nachrichtendienst“), oft Renseignements généraux (RG) genannt, war eine Abteilung der Police nationale in Frankreich. Sie bestand von 1907 bis 2008 und war dem Innenministerium unterstellt.

## Leitung
| Direktoren der DCRG: |           |
| -------------------- | --------- |
| Name                 | Amtszeit  |
| Jean France          | 1907–1913 |
| Auguste Moreau       | 1913–1917 |
| Antoine Pierrette    | 1917–1927 |
| Charles Allec        | 1927–1933 |
| Paulin Profizy       | 1933–1937 |
| Jacques Chevreux     | 1937–1938 |
| Léon Blanc           | 1938–1941 |
| André Boutemy        | 1941–1943 |
| Paul Escandé         | 1943–1944 |
| Germain Vidal        | 1944–1951 |
| Georges Moulins      | 1951–1955 |
| Jean-Emile Vié       | 1955–1961 |
| Jules Plettner       | 1961–1963 |
| Henri Boucoiran      | 1963–1968 |
| Jacques Lenoir       | 1968–1971 |
| Louis Morel          | 1971–1972 |
| Eugène Camata        | 1972–1974 |
| Marc Buchet          | 1974–1977 |
| Raymond Cham         | 1977–1981 |
| Paul Roux            | 1981–1983 |
| Pierre Chassigneux   | 1983–1986 |
| Philippe Massoni     | 1986–1988 |
| Jacques Fournet      | 1988–1990 |
| Jean-Jacques Pascal  | 1990–1992 |
| Yves Bertrand        | 1992–2004 |
| Pascal Mailhos       | 2004–2006 |
| Joël Bouchité        | 2006–2008 |

## Geschichte
Die Gründung des Dienstes 1907 erfolgte in einer Zeit angespannten politischen Klimas, in der Dritten Republik. Die damaligen Aufgaben waren die Überwachung verschiedener Strömungen der Opposition: Royalisten, Bonapartisten, Anarchisten und andere revolutionäre Strömungen der Sozialisten.
1941 gründete das Vichy-Regime ebenfalls einen Dienst gleichen Namens.
Zum 1. Juli 2008 wurde sie mit der Direction de la surveillance du territoire (DST) zur neuen Direction centrale du renseignement intérieur (DCRI) verschmolzen.

## Auftrag
Ihre Aufgabe war die „Recherche und Zentralisierung von Informationen mit dem Ziel, die Regierung zu informieren“.

## Aufbau
Die DCRG war in vier Unter-Direktionen organisiert:
- Unterdirektion der Recherche
- Unterdirektion der Analyse, der Zukunftsforschung und der gesellschaftlichen Fakten
- Unterdirektion der Ressourcen
- Unterdirektion der Rennen und der Glücksspiele.